# Xylopia peruviana
Xylopia peruviana R.E. Fr. – gatunek rośliny z rodziny flaszowcowatych (Annonaceae Juss.). Występuje endemicznie w Peru. 

## Morfologia
PokrójZimozielone drzewo.
LiścieMają eliptyczny kształt. Mierzą 6–11 cm długości oraz 3–5 szerokości. Nasada liścia jest ostrokątna. Liść na brzegu jest całobrzegi. Wierzchołek jest spiczasty. Ogonek liściowy jest nagi.
KwiatySą pojedyncze. Rozwijają się w kątach pędów. Działki kielicha mają owalny kształt i dorastają do 4 mm długości.
OwoceRozłupnie o prawie cylindrycznym kształcie. Osiągają 2 cm długości.